# 長崎市立高浜小学校
長崎市立高浜小学校（ながさきしりつ たかはましょうがっこう, Nagasaki City Takahama Elementary School）は、かつて長崎県長崎市高浜町にあった公立小学校。
2010年（平成22年）3月に、野母崎地区4校の統廃合で閉校した。閉校後校舎は解体された。

## 概要
教育目標
「自ら考え、ねばり強く取り組み、最後までやり遂げる児童の育成」
- たくましい子
- かんがえる子
- はんせいする子
- まじめな子

校章
地域の花、水仙と海から上る太陽の絵をモチーフに「小」の文字を置いている。
校歌
作詞は泉本三郎、作曲は木野普見雄による。3番まであり、3番に「高浜小学校」が登場する。

## 沿革
- 1875年（明治8年） - 1872年（明治5年）の学制公布に伴い、西彼杵郡高浜村に「公立初等高浜小学校」が創立。旧庄屋跡を校舎利用。
  - その後、「尋常高浜小学校」・「高浜尋常小学校」の改称を経る。
- 1897年（明治30年）- 黒浜分教場を設置。
- 1899年（明治32年）- 旧庄屋跡校舎を改築。
- 1900年（明治33年）- 裁縫科を設置。
- 1904年（明治37年）- 農業科を設置。
- 1908年（明治41年）- 高等科を併置し、「高浜尋常高等小学校」に改称。（尋常科6年、高等科2年）
- 1917年（大正7年）- 高浜村立高浜農業補習学校を併設。
- 1926年（大正15年）- 併設の高浜農業補習学校が青年訓練認定高浜農業補習学校に改称。
- 1935年（昭和10年）- 青年学校令により、併設の農業補習学校を高浜青年学校に改称。
- 1941年（昭和16年）4月1日 - 国民学校令に伴い、「高浜村国民学校」と改称。
- 1947年（昭和22年）4月1日
  - 学制改革（六・三制の実施）に伴い、旧・国民学校初等科を「高浜村立高浜小学校」に、高等科を「高浜村立高浜中学校」[1]とする。（小・中併設）
  - 黒浜分教室を黒浜分校とする。
- 1948年（昭和23年）- 2階建て木造校舎が完成し、移転。
- 1953年（昭和28年）- 黒浜分校を廃止。
- 1955年（昭和30年）4月1日 - 4村（高浜村・野母村・脇岬村・樺島村）合併に伴い、「野母崎町立高浜小学校」と改称。
- 1956年（昭和31年）- 2教室を増築し、講堂兼用とする。費用は端島分離記念として、鷹島町より寄贈。
- 1958年（昭和33年）- 野母崎町立脇岬小学校より、木場分校が移管される。
- 1961年（昭和36年）- 木場分校を廃止。
- 1968年（昭和43年）- 木造校舎を解体。
- 1969年（昭和44年） - 鉄筋コンクリート造3階建て新校舎が完成。
- 1974年（昭和49年）- 体育館が完成。端島の閉山により、端島小学校より2名が転入。
- 1975年（昭和50年）3月2日 - 創立100周年記念式典を挙行。記念石碑を設置。
- 1982年（昭和57年）- 校内テレビ放送施設を整備。
- 1995年（平成7年）- バレーボール部が全国大会に出場。
- 2001年（平成13年）- ジャングルジムを設置。
- 2005年（平成17年）1月4日 - 長崎市への編入に伴い、「長崎市立高浜小学校」（最終名）と改称。
- 2010年（平成22年）
  - 2月14日 - 閉校記念式典を挙行。
  - 3月31日 - 野母崎地区4小学校の統廃合に伴い、閉校。135年の歴史に幕を閉じる。
  - 4月1日 - 高浜小学校、野母小学校、脇岬小学校、樺島小学校の4校が統合し、長崎市立野母崎小学校が開校（校地は旧野母小学校を使用）。

## アクセス
最寄りのバス停
長崎バス「高浜」バス停
最寄りの道路
国道499号

## 周辺
- 高浜海水浴場
- 高浜郵便局
- 長崎市立野母崎中学校仮校舎（旧長崎県立野母崎高等学校）

## 関連事項
- 長崎県小学校の廃校一覧